# Арыкан, Мухаммед Эрен
Мухаммед Эрен Арыкан (тур. Muhammed Eren Arıkan; 29 января 2005 года, Йозгат, Турция) — турецкий футболист, левый защитник клуба «Кайсериспор» и юношеской сборной Турции, выступающий на правах аренды за «Арнавуткёй Беледийеси».

## Клубная карьера
Воспитанник академии «Кайсериспора». В марте 2020 года подписал с клубом первый профессиональный контракт. Впервые в заявку первой команды попал 13 сентября на игру с «Касымпашой». Дебютировал 2 сентября 2023 года в гостевом матче против «Антальяспора», заменив на 81-й минуте Лионеля Кароля.

## Карьера в сборной
Выступал за юношеские сборные Турции всех возрастов. Первый вызов в сборную до 17 лет получил 18 августа 2021 года. Дебютировал 26 августа в товарищеском матче против сборной Грузии. В составе сборной участвовал в отборе к Евро 2022, сыграл в пяти из шести матчей квалификационного и элитного раундов и помог своей сборной квалифицироваться, но в заявку на сам турнир не попал.
Первый вызов в сборную до 19 лет получил в январе 2024 года. Дебютировал 19 января в товарищеском матче против сборной Иордании, выйдя в стартовом составе. В своей второй игре за сборную, 10 февраля, вывел команду на поле с капитанской повязкой; позднее был капитаном ещё в четырёх матчах. Сыграл во всех трёх матчах элитного раунда квалификации к Евро 2024 и помог своей сборной получить путёвку на турнир. Был включён в заявку сборной на финальную часть в Северной Ирландии.